# Stesichora nigroapicata
Stesichora nigroapicata är en fjärilsart som beskrevs av Arnold Pagenstecher 1886. Stesichora nigroapicata ingår i släktet Stesichora och familjen Uraniidae. Inga underarter finns listade i Catalogue of Life.